# Далибор Стеванович
Далибор Стеванович (словен. Dalibor Stevanovič, нар. 27 вересня 1984, Любляна) — словенський футболіст, фланговий півзахисник. Насамперед відомий виступами за клуби «Домжале» та «Вітесс», а також за національну збірну Словенії. По завершенні ігрової кар'єри — тренер.

## Клубна кар'єра
У дорослому футболі дебютував 2001 року виступами за «Олімпію» (Любляна), в якій провів один сезон, взявши участь у 30 матчах чемпіонату.

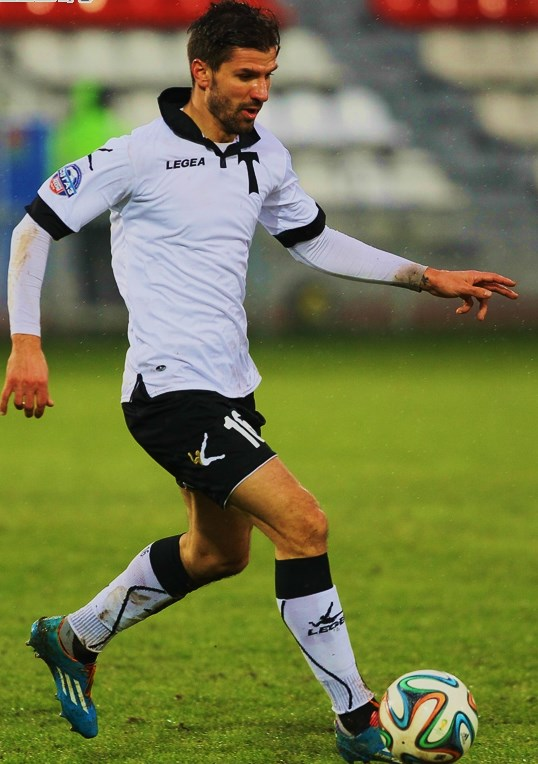
Далибор Стеванович під час виступів за «Торпедо». 5 листопада 2014 року.

Своєю грою за цю команду привернув увагу представників тренерського штабу «Домжале», до складу якого приєднався 2002 року. Відіграв за команду з Домжале наступні чотири сезони своєї ігрової кар'єри.
На початку 2006 року уклав контракт з клубом «Реал Сосьєдад». За підсумками першого ж сезону команда вилетіла з Ла Ліги. Погравши ще півроку в Сегунді, Далибор дограв сезон на правах оренди в «Алавесі», після чого покинув Іспанію, підписавши контракт з «Маккабі» (Петах-Тіква).
Проте вже через півроку, у січні 2009-го, гравець повернувся в Європу, перейшовши на правах оренди в «Вітесс». Після закінчення сезону нідерландський клуб викупив Стевановича. Більшість часу, проведеного у складі «Вітесса», був основним гравцем команди.
10 жовтня 2011 року гравець на правах вільного агента підписав контракт з луцькою «Волинню», проте вже в кінці року, провівши лише 7 матчів у чемпіонаті й один у кубку, словенський півзахисник розірвав контракт з українською командою.
До складу клубу «Шльонськ» приєднався на початку 2012 року, ставши відразу в тому ж сезоні чемпіоном Польщі. Всього провів за «Шльонськ» два з половиною сезони, зігравши за цей час у 58 матчах Екстракласи.
Влітку 2014 року став гравцем московського «Торпедо», яке за підсумками сезону 2014/15 зайняло передостаннє місце в Прем'єр-лізі і понизилось у класі, після чого Стеванович перейшов у «Мордовію», за яку відіграв 27 матчів та забив 2 голи у чемпіонаті Росії.
У сезоні 2016/17 він виступав за хорватський клуб «Славен Белупо», після чого приєднався до швейцарського клубу «Серветта», з яким підписав дворічний контракт. Провівши у команді один сезон, його віддали в оренду до клубу «Стад Ньйон» з третього дивізіону, де він завершив свою кар'єру у 2020 році, підписавши за рік до того з клубом повноцінний контракт.

## Виступи за збірну
Протягом 2005—2006 років залучався до складу молодіжної збірної Словенії. На молодіжному рівні зіграв у 8 офіційних матчах, забив 4 голи.
28 лютого 2006 року дебютував в офіційних матчах у складі національної збірної Словенії в товариській грі проти збірної Кіпру. 14 жовтня 2009 року півзахисник забив свій перший гол за збірну, вразивши ворота збірної Сан-Марино у відбірковому матчі чемпіонату світу 2010.
У складі збірної був учасником чемпіонату світу 2010 року у ПАР, проте на поле жодного разу так і не вийшов.
Всього протягом 2006—2015 років провів у формі головної команди країни 22 матчі, забивши 1 гол.

## Тренерська кар'єра
2020 року став асистентом головного тренера нижчолігового швейцарського клубу «Лозанна Уші», а 2024 року був призначений головним тренером цієї команди.

## Титули та досягнення
- Чемпіон Польщі (1):

«Шльонськ»: 2012
- Володар Суперкубка Польщі (1):

«Шльонськ»: 2012